# Massaker von Samothraki (1821)
1821

Walachischer Aufstand – Kalamata – Navarino – Patras – Salona – Livadeia – Lalas – Samothraki – Monemvasia – Alamana – Valtetsi – Doliana – 1. Akropolis – Gravia – Drăgășani – Grana – Vasilika (Thessaloniki) – Sculeni – Vasilika (Fthiotida) – Tripoli
1822–1824

Akrokorinth – Chalandritsa – Chios – Naoussa – Chios – Peta – Kompoti – Dervenakia – Agionori – Nauplia – 1. Missolonghi – Karpenisi – 2. Missolonghi – Kasos – Psara – Samos – Gerontas
Griechische Bürgerkriege 1823–1825
Ägyptische Intervention

Kremmydi – Andros – Sphacteria – Maniaki – Myloi – Alexandria – Kakosalesi – Kleisova – 3. Missolonghi – Kastraki – Mani – Varnakova – 2. Akropolis – Arachova – Kamatero – Phaleron
Intervention der Großmächte

Volos – Itea – Mega Spilaio – Navarino – Morea-Expedition – Chios-Expedition – Mortino – Koronisia – Petra
Seeschlachten sind in kursiv
Das Massaker von Samothraki (griechisch: Ολοκαύτωμα της Σαμοθράκης, romanisiert: Holocaust von Samothraki) war der Massenmord und die Versklavung der griechischen Bevölkerung der Insel Samothraki. Nach dem Ausbruch des Griechischen Unabhängigkeitskrieges erhoben sich die Samothraker zum Aufstand gegen die örtlichen osmanischen Behörden. Am 1. September 1821 erreichte eine osmanische Strafexpedition unter dem Kastellan der Dardanellen, Mehmet Pascha, die Insel. Nach der Niederschlagung des Aufstands töteten oder versklavten die osmanischen Truppen den Großteil der Inselbevölkerung.
Fünf Samothraker, die sich nach dem Massaker weigerten, zum Islam zu konvertieren, wurden von der griechisch-orthodoxen Kirche als Neomärtyrer anerkannt. Samothraki wurde für seinen Beitrag zum griechischen Unabhängigkeitskrieg mit der Goldmedaille der Akademie von Athen ausgezeichnet.

## Hintergrund
Gegen Ende des 18. Jahrhunderts begann Samothraki wirtschaftlich aufzublühen. Aufgrund der begrenzten Ressourcen, der abgelegenen Lage und des Fehlens eines sicheren Hafens, der das ganze Jahr über genutzt werden konnte, überließen die Osmanen die lokale griechische Bevölkerung weitgehend sich selbst. Der daraus resultierende Anstieg der landwirtschaftlichen Produktion führte zu einem Bevölkerungswachstum der Insel und einer Verbesserung der allgemeinen Lebensqualität. Laut Sofi Papageorgiou betrug die Bevölkerung der Insel zum Zeitpunkt des Ausbruchs des Griechischen Unabhängigkeitskrieges etwa 4.000 bis über 10.000 Einwohner.
Eine Reihe samothrakischer Prokritoi hatte sich vor Ausbruch des Aufstands der Filiki Eteria angeschlossen und die Beteiligung der Insel am bevorstehenden Aufstand vorbereitet. Im April 1821 erreichte die Nachricht vom Aufstand auf der Peloponnes Samothraki. Die Prokritoi überzeugten die Samothraker daraufhin, ihre Unabhängigkeit zu erklären und die Zahlung von Steuern an die Osmanen zu verweigern. Gleichzeitig begann ein auf der Insel lebender Samiot, die einheimische Jugend im Schießen auszubilden. Die Rebellen stürzten die osmanischen Behörden und nahmen alle auf der Insel lebenden Osmanen fest. Die Isolation der Insel vom griechischen Festland und das Fehlen einer lokalen Munitionsproduktion hatten jedoch ungünstige Bedingungen für einen möglichen Aufstand geschaffen. Andererseits ermöglichte die Nähe der osmanischen Marinestützpunkte im Hellespont den Osmanen, rasch große Truppenverbände auf die Insel zu verlegen. Die osmanische Regierung reagierte nicht sofort auf den Aufstand auf Samothraki, da sie sich mehr um die größeren Aufstände auf dem griechischen Festland sorgte. Dennoch wurde später entschieden, dass die Samothraker eine exemplarische Bestrafung verdienten.

## Massaker
Im August 1821 segelte eine osmanische Flotte vom Hellespont nach Samothraki. Am 1. September landeten 1000 bis 2000 osmanische Soldaten unter Mehmed Pascha, dem Kastellan der Dardanellen, in Makrylies und marschierten anschließend in Richtung Chora, der größten Stadt der Insel, weiter. Die zahlenmäßig weit unterlegenen Rebellen bezogen Stellung auf den Höhen von Koukou und Vrychou und feuerten auf die Osmanen, sobald diese Myloi erreichten. Sie leisteten stundenlang erbitterten Widerstand, bis ihnen die Munition ausging und sie sich ins bergige Inselinnere zurückzogen. Die osmanischen Verluste beliefen sich auf 23 Tote, darunter ihre Fahnenträger, und 32 Verwundete. Nach der Eroberung von Chora drangen die Osmanen in andere besiedelte Gebiete ein und begannen, fast jeden, dem sie begegneten, systematisch zu massakrieren. Andere (vor allem Kinder) wurden versklavt und auf den Sklavenmärkten von Konstantinopel und Smyrna verkauft. Die Osmanen plünderten die Dörfer, nahmen das Vieh mit und steckten es in Brand. Zwölf Menschen wurden an den Masten der osmanischen Schiffe gehängt, um den Überlebenden Angst einzujagen.
Diejenigen, denen die Flucht gelang, suchten Zuflucht in den Bergen. Die Osmanen engagierten einen Überläufer namens Kyriakos, der viele Überlebende von einer Amnestie überzeugte. Die Osmanen versklavten die Frauen und Kinder und brachten etwa 700 Männer unter eine byzantinische Festung bei Efka, wo sie massakriert wurden. Die meisten der getöteten Rebellen wurden enthauptet. Mehmed Pascha kaperte drei Schiffe und schickte Gefangene, Köpfe und Ohren, die während der Schlacht erbeutet worden waren, nach Konstantinopel. Die Köpfe der Rebellen wurden anschließend vor dem Tor des Topkapi-Palastes auf den Boden geworfen. Für seine Verdienste erhielt er anschließend einen kaiserlichen Glückwunschbrief.

## Folgen

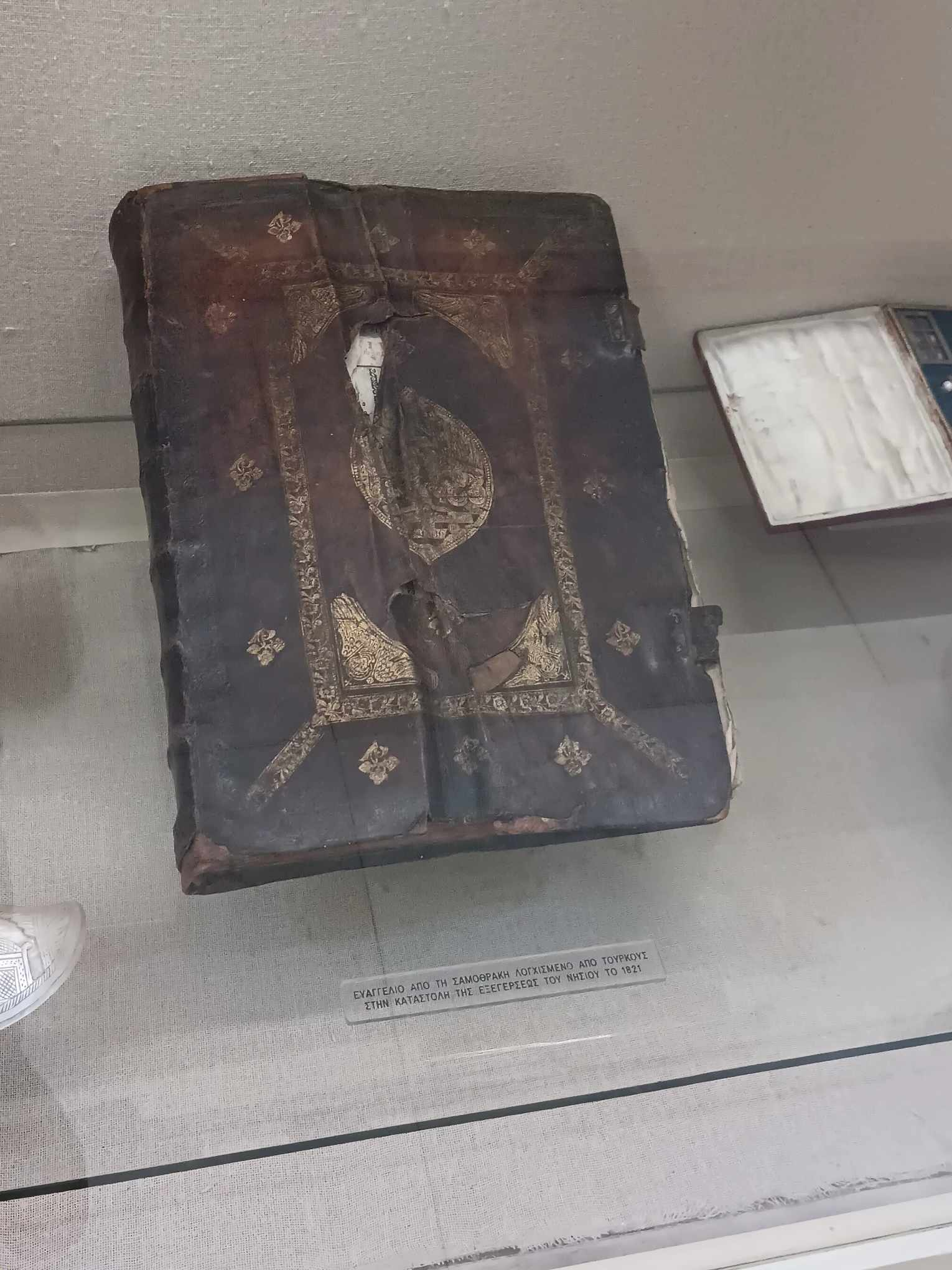
Bibel von osmanischen Soldaten während des Massakers mit dem Bajonett durchbohrt

Die verbliebenen Griechen wurden im April 1822 begnadigt, nachdem sie die Amnestiebedingungen des Osmanischen Reiches akzeptiert hatten. Der amerikanische Philhellene George Jarvis besuchte die Insel am 13. Juli 1822. Jarvis zufolge schrumpfte die Bevölkerung der Insel auf 200 Menschen, die in absoluter Armut lebten. Nach einigen Jahren begann die Bevölkerung wieder zu wachsen, da viele samothrakische Frauen aus der Sklaverei freigekauft und in ihre Heimat zurückgekehrt wurden. Sie heirateten anschließend griechische Männer aus anderen Teilen Griechenlands, die begannen, sich auf der Insel niederzulassen. Das Massaker von Efka führte zur Entstehung des samothrakischen Sprichworts: „Ich bin keiner der 700“, was so viel bedeutet wie: „Ich lasse mich nicht so leicht täuschen.“ Die osmanische Volkszählung von 1831 gibt an, dass sich auf der Insel 430 griechische und 3 türkische Männer im kampffähigen Alter befanden. Frauen, Waisen, Christen unter der Pubertät, geistig oder körperlich Behinderte sowie hochrangige Beamte wurden von diesem Standesamt nicht erfasst, so dass die tatsächliche Bevölkerungszahl viel höher wäre.
Etwa 70–80 Griechen aus Samothraki flohen zum Berg Athos und unterwarfen sich dem Torwächter des Mutasarrif von Thessaloniki, Ebulubud Mehmed Emin Pascha. Fünf der von den Osmanen nach Konstantinopel gebrachten Gefangenen konvertierten zum Islam, widerriefen jedoch ihren Glauben und kehrten zum Christentum zurück, nachdem sie 1837 von europäischen Philhellenen aus der Sklaverei freigekauft und nach Samothraki zurückgekehrt waren. Als die Osmanen von ihrem Abfall vom Glauben erfuhren, brachten sie sie nach Makri, wo sie gefoltert und anschließend hingerichtet wurden. Die fünf Samothraker hießen Manouel Palogoudas, Michael Kyprios, Theodoros Dimitriou Kalakou und Georgios Kourounis, Georgios wurde Neomärtyrer. Im Jahr 1843 verfasste ein Mönch namens Iakovos eine Akolouthia zu Ehren der Neomärtyrer von Samothraki. Seitdem wird es regelmäßig auf der Insel, in Makri und in den Klöstern des Bergs Athos an ihrem Feiertag, dem Sonntag des Heiligen Thomas (dem siebten Tag nach dem orthodoxen Osterfest), aufgeführt. Die sterblichen Überreste der Heiligen wurden zunächst von Makri zum Berg Athos gebracht, aber im Juli 1906 nach Samothraki zurückgebracht.
Die Osmanen zerrissen oder verbrannten die Bücher, die sie während des Massakers fanden. Eine mit einem Bajonett durchbohrte Bibel wurde von den Überlebenden aus den Ruinen der Dorfkirche von Chora geborgen. Sie wurde von Ion Dragoumis in der Bibliothek von Nikolaos Fardys bei seinem Besuch auf Samothraki im Juli 1906 wiederentdeckt. Dragoumis schenkte die Bibel dem Nationalen Historischen Museum in Athen, das sie bis heute in seiner Sammlung beherbergt. Am 23. März 1980 verlieh die Akademie von Athen Samothraki ihre Goldmedaille in Anerkennung ihres Beitrags zum Griechischen Unabhängigkeitskrieg.